# Анастасия Събева
Анастасия Събева е българска театрална режисьорка и озвучаваща актриса.

## Биография
Събева е родена на 30 септември 1991 г.
Завършила е 31 СУЧЕМ „Иван Вазов“
Приета е в НАТФИЗ „Кръстьо Сарафов“ със специалност „Актьорско майсторство“, но по-късно се прехвърля в специалността „Режисура за драматичен театър“ в класа на проф. Здравко Митков, която завършва през 2014 г.
Тя е режисьор на множество постановки, включително в Младежки театър „Николай Бинев“, Драматичен театър - Пловдив, Театър „София“, Театър Азарян и др.
Режисьор е на постановките „Женска управия“, „Мери Попинз“, „Кралят Елен“, „Снежната кралица“, „Островът на съкровищата“, „Зарови ме на небето“, „Радован III“, „Ромео и Жулиета“, „Майстора и Маргарита“, „Лято и дим“ „Последното приключение на Барон Мюнхаузен“ и др.

## Постановки
| Година | Заглавие                | Автор            | Бележки                             |
| ------ | ----------------------- | ---------------- | ----------------------------------- |
| 2011   | Доктор Фауст            | Кристофър Марлоу | летен семестър                      |
| 2011   | Смъртта на Дантон       | Георг Бюхнер     | зимен семестър                      |
| 2012   | Бекет или Божията чест  | Жан Ануи         | летен семестър                      |
| 2012   | Саломе                  | Оскар Уайлд      | зимен семестър                      |
| 2013   | Антигона                | Софокъл          | летен семестър                      |
| 2014   | Женска управия          | Аристофан        | дипломен спектакъл, на голяма сцена |
| 2017   | Солунските съзаклятници | Георги Данаилов  | –                                   |

| Година | Заглавие             | Автор           | Бележки                     |
| ------ | -------------------- | --------------- | --------------------------- |
| 2014   | Женска управия       | Аристофан       | сезон 2014/2015             |
| 2015   | Кухнята              | Арнолд Уескър   | асистент-режисьор           |
| 2019   | Ромео и Жулиета      | Уилям Шекспир   | [ 15 ] [ 16 ] [ 17 ]        |
| 2021   | Радован III          | Душан Ковачевич | [ 18 ] [ 19 ] [ 20 ] [ 21 ] |
| 2021   | Майстора и Маргарита | Михаил Булгаков | [ 22 ] [ 23 ]               |

| Година | Заглавие  | Автор          | Бележки                   |
| ------ | --------- | -------------- | ------------------------- |
| 2015   | Антихрист | Емилиян Станев | драматизация и постановка |

| Година | Заглавие                     | Автор           | Бележки                   |
| ------ | ---------------------------- | --------------- | ------------------------- |
| 2016   | Алиса в страната на чудесата | Луис Карол      | драматизация и постановка |
| 2017   | Мери Попинз                  | Памела Травърз  | драматизация и постановка |
| 2020   | Солунските съзаклятници      | Георги Данаилов | [ 30 ] [ 31 ]             |

| Година | Заглавие         | Автор                  | Бележки                      |
| ------ | ---------------- | ---------------------- | ---------------------------- |
| 2017   | Снежната кралица | Ханс Кристиан Андерсен | Сценична версия и постановка |

| Година | Заглавие                | Автор                 | Бележки                    |
| ------ | ----------------------- | --------------------- | -------------------------- |
| 2017   | Кралят Елен             | Карло Гоци            | Сценична версия и режисура |
| 2018   | Островът на съкровищата | Робърт Луис Стивънсън | Сценична версия и режисура |

| Година | Заглавие          | Автор          | Бележки |
| ------ | ----------------- | -------------- | ------- |
| 2019   | Звездата на Планк | Радослав Чичев | [ 43 ]  |

| Година | Заглавие           | Автор              | Бележки                      |
| ------ | ------------------ | ------------------ | ---------------------------- |
| 2020   | Зарови ме в небето | Александър Чакъров | Сценична версия и постановка |

| Година | Заглавие   | Автор         | Бележки                            |
| ------ | ---------- | ------------- | ---------------------------------- |
| 2021   | Лято и дим | Тенеси Уилямс | [ 46 ] [ 47 ] [ 48 ] [ 49 ] [ 50 ] |

| Година | Заглавие                                  | Автор             | Бележки              |
| ------ | ----------------------------------------- | ----------------- | -------------------- |
| 2021   | Последното приключение на Барон Мюнхаузен | Рудолф Ерих Распе | [ 51 ] [ 52 ] [ 53 ] |

## Награди и отличия
- 2014 – Награда „НАТФИЗ НАЙ НАЙ НАЙ“ за специалността „Режисура за драматичен театър“
- 2015 – Специална награда за „Полет в изкуството“ на Фондация „Стоян Камбарев“ за спектаклите „Женска управия“ и „Антихрист“[54]
- 2015 – Специална грамота за „Антихрист“ по Емилиян Станев (Друмеви театрални празници)
- 2018 – Грамота на „Министерство на културата“ за принос в развитието и утвърждаването на българската култура и национална идентичност

## Кариера в дублажа
Събева има опит като озвучаваща актриса. Озвучава малки роли в нахсинхронните дублажи на Александра Аудио от 2008 г. Участва в записите на български на сериалите и филмите:
| Година | Филм/Сериал                                         |
| ------ | --------------------------------------------------- |
| 2008   | Кунг-фу панда                                       |
| 2009   | Бен 10: Извънземно нашествие                        |
| 2011   | Кунг-фу панда 2                                     |
| 2012   | Приключенията на Тинтин: Тайната на еднорога        |
| 2012   | Мадагаскар 3                                        |
| 2013   | Уинкс Клуб                                          |
| 2013   | Кръстници вълшебници                                |
| 2013   | Пингвините от Мадагаскар                            |
| 2013   | Университет за таласъми                             |
| 2013   | Замръзналото кралство                               |
| 2014   | Стивън Вселенски                                    |
| 2015   | Пепеляшка                                           |
| 2015   | Междузвездни войни: Епизод VII - Силата се пробужда |
| 2016   | Rogue One: История от Междузвездни войни            |
| 2017   | Междузвездни войни: Епизод VIII - Последните джедаи |
| 2018   | Соло: История от Междузвездни войни                 |
| 2018   | Спайдър-Мен: В Спайди-вселената                     |
| 2019   | Аладин                                              |
| 2021   | Рая и последният дракон                             |